# São Jorge (Rio Grande do Sul)
São Jorge is een gemeente in de Braziliaanse deelstaat Rio Grande do Sul. De gemeente telt 2.825 inwoners (schatting 2009).

## Aangrenzende gemeenten
De gemeente grenst aan David Canabarro, Guabiju, Ibiraiaras, Lagoa Vermelha, Paraí, São Domingos do Sul en Vanini.